# Bullockus
Bullockus là một chi ốc biển, là động vật thân mềm chân bụng sống ở biển trong họ Fasciolariidae.

## Các loài
Các loài trong chi Bullockus gồm có:
- Bullockus guesti Lyons & Snyder, 2008[2]
- Bullockus pseudovarai Lyons & Snyder, 2008[3]